# Вице-президент Кыргызстана
Вице-президент Кыргызстана — политическая должность в правительстве Кыргызстана, созданная в декабре 1990 года. Упразднена в 1993 году.
Вице-президенту было поручено принять на себя обязанности президента, если он или она не сможет их выполнять. В соответствии со статьей 50 Конституции 2007 года эту ответственность несёт премьер-министр.

## Список вице-президентов
| № | Фото | Имя             | Полномочия      | Полномочия      | Примечания  |
| № | Фото | Имя             | Начало          | Окончание       | Примечания  |
| - | ---- | --------------- | --------------- | --------------- | ----------- |
| 1 |      | Насирдин Исанов | декабрь 1990    | январь 1991     | [ 2 ]       |
| 2 |      | Герман Кузнецов | январь 1991     | 27 февраля 1992 | [ 3 ] [ 4 ] |
| 3 |      | Феликс Кулов    | 27 февраля 1992 | декабрь 1993    | [ 5 ]       |